# Pikt uralkodók listája
Ez a lista a piktek uralkodóit mutatja.

## Korai királyok
| Uralkodott | Uralkodó        | Más néven                                        | Származása                      | Megjegyzések                                                              |
| ---------- | --------------- | ------------------------------------------------ | ------------------------------- | ------------------------------------------------------------------------- |
| 412–452    | I. Drest        | Erp fia Drest                                    |                                 | Az első király akit megemlítenek az ír krónikák. (Szent Patrik kortársa.) |
| 452–456    | I. Talorc       | Aniel fia Talorc vagy Anile fia Tholarg          |                                 |                                                                           |
| 456–480    | I. Nagy Nechtan | Uuirp (vagy Erip) fia Nechtan, Nechtan Celcamoth | Talán Erp fia, I. Drest bátyja. |                                                                           |
| 480–510    | II. Drest       | Drest Gurthinmoch (vagy Gocinecht)               |                                 |                                                                           |
| 510–522    | Galan           | Galan Erilich vagy Galany                        |                                 |                                                                           |
| 522–530    | III. Drest      | Uudrost (vagy Hudrossig) fia Drest               |                                 | Társuralkodó IV. Dresttel?                                                |
| 522–531    | IV. Drest       | Girom (vagy Gurum) fia Drest                     |                                 | Társuralkodó III. Dresttel?                                               |
| 531–537    | I. Gartnait     | Girom fia Gartanait, Gigurum fia Ganat           |                                 |                                                                           |
| 537–538    | Cailtram        | Girom fia Cailtram, Gigurum fia Kelturan         | Gartnait bátyja.                |                                                                           |
| 538–549    | II. Talorc      | Murtolic fia Talorc, Mordeleg fia Tolorg         |                                 |                                                                           |
| 549–550    | V. Drest        | Manath fia Drest, Munait fia Drest               |                                 |                                                                           |

## Korai történelmi királyok (550–672)
| Uralkodott | Uralkodó      | Más néven                                  | Származása                  | Megjegyzések                       |
| ---------- | ------------- | ------------------------------------------ | --------------------------- | ---------------------------------- |
| 550–554    | Galam         | Galam Cennalath                            |                             |                                    |
| 554–584    | I. Bridei     | Maelchon fia Bridei Melcho fia Brude       |                             |                                    |
| 584–595    | II. Gartnait  | Domelch fia Gartnait, Dompneth fia Gernard |                             |                                    |
| 595–616    | II. Nechtan   | Uerb unokája Nachten Cano fia Nechtan      |                             | IV. Bonifác pápa alatt uralkodott. |
| 616–631    | Cinioch       | Lutrin fia Cinioch Luthren fia Kinet       |                             |                                    |
| 631–635    | III. Gartnait | Uuid fia Gartenit                          | Az előző két király bátyja. |                                    |
| 635–641    | II. Bridei    | Uuid fia Bridei vagy Fochle fia            | Az előző királyok bátyja.   |                                    |
| 641–653    | III. Talorc   | Uuid fia Talorc vagy Foth fia              | Az előző két király bátyja. |                                    |
| 653–657    | I. Talorgan   | Eanfrith fia Talorgan                      | Bernicia-i Eanfrith fia     |                                    |
| 657–663    | IV. Gartnait  | Donnel fia Gartenit vagy Dúngal fia        |                             |                                    |
| 663–672    | VI. Drest     | Donnel fia Drest vagy Dúngal fia           |                             | Lemondott a trónról.               |

## Kései történelmi királyok (672–839)
| Uralkodott | Uralkodó      | Más néven                               | Származása                                                              | Megjegyzések                                                                                    |
| ---------- | ------------- | --------------------------------------- | ----------------------------------------------------------------------- | ----------------------------------------------------------------------------------------------- |
| 672–693    | III. Bridei   | Bili fia Bridei                         | I. Beli Alt Clut fia vagy II. Nechtan unokája                           |                                                                                                 |
| 693–696    | Taran         | Ainftech fia Taran                      | Talán Bridei és Nechtan mac Der-Ilei féltestvére                        |                                                                                                 |
| 696–706    | IV. Bridei    | Der-Ilei fia Bridei                     | Nechtan bátyja                                                          | Der-Ilei, egy pikt hercegnő, és Dargart mac Finnguine fia, Dál Riátá Cenél Comgaill-jának tagja |
| 706–724    | IV. Nechtan   | Der-Ilei fia Nechtan                    | Bridei bátyja                                                           | 732-ben halt meg.                                                                               |
| 724–729    | VII. Drest    | Nem volt.                               | Talán Nechtan és Bridei féltestvérének a fia                            | Megölték.                                                                                       |
| ???–728    | I. Alpín      | Crup fia Alpin (?)                      |                                                                         | Lemondott.                                                                                      |
| 729–731    | I. Onuist     | Fergus fia Óengus                       |                                                                         |                                                                                                 |
| 731–739    | II. Talorgan  | Drostan fia Talorgan                    |                                                                         | Lemondott.Atholl királya.                                                                       |
| 739–750    | III. Talorgan | Fergus fia Talorgan                     | Óengus bátyja                                                           | Talán Atholl királya; Egy britonok elleni csatában ölték meg.                                   |
| 750–763    | V. Bridei     | Fergus fia Bridei                       | Onuist bátyja                                                           | Fortriu királya                                                                                 |
| 763–775    | I. Ciniod     | Uuredach fia Ciniod                     | Néha Selbach mac Ferchair unokájának is tartják                         |                                                                                                 |
| 775–780    | II. Alpín     | Uuroid fia Alpin                        |                                                                         | Eilpin, a szászok királya ölte meg.                                                             |
| 780–782    | IV. Talorgan  | Onuist fia Talorgan, vagy Dub Tholarg   | Óengus fia                                                              |                                                                                                 |
| 782–787    | VIII. Drest   | Talorgan fia Drest                      | Óengus bátyja                                                           |                                                                                                 |
| 787–789    | Conall        | Tarla fia Conall (vagy Tadg fia Conall) |                                                                         | 807-ben halt meg. Talán Dál Riata-ban király.                                                   |
| 789–820    | Caustantín    | Fergus fia Caustantín                   | Onuist unokaöccsének az unokája vagy talán Fergus mac Echdach egyik fia | A fia, Domnall, valószínűleg Dál Riata királya volt                                             |
| 820–834    | II. Ounist    | Fergus fia Óengus                       | Caustantín bátyja                                                       |                                                                                                 |
| 834        | IX. Drest     | Caustantín fia Drest                    | Caustantín fia                                                          |                                                                                                 |
| 834–839    | Uen           | Óengus fia Eógan                        | Óengus fia                                                              | 839-ben gyilkolták meg a bátyjával, Brannel, együtt egy vikingek elleni csatában                |

## Az utolsó uralkodók (839–858)
| Uralkodott | Uralkodó    | Más néven                           | Származása                   | Megjegyzések                                  |
| ---------- | ----------- | ----------------------------------- | ---------------------------- | --------------------------------------------- |
| 839–842    | Uurad       | Bargoit fia Uurad                   | Ismeretlen                   |                                               |
| 842–843    | VI. Bridei  | Uurad fia Bridei                    | Talán az előző király fia    |                                               |
| 843–844    | II. Ciniod  | Uurad fia Ciniod                    | Talán az előző király bátyja |                                               |
| 844–846    | VII. Bridei | Uuthoil fia Bridei                  | ismeretlen                   |                                               |
| 846–849    | X. Drest    | Uurad fia Drest                     |                              |                                               |
| 849–858    | Cináed      | Cináed mac Ailpín Kenneth MacAlpine |                              | Más néven: I. Kenneth skót király (* 801 k.). |